# Gram (Denemarken)
Gram (Duits: Gramm) is een plaats en voormalige gemeente in de Deense regio Zuid-Denemarken, gemeente Haderslev. De plaats telt 2582 inwoners (2018) en ligt in de parochie Gram.
De plaatsnaam is afkomstig van de Ouddeense woorden gra (grauw) en hem (huis, woonplek).
In Gram ligt het gelijknamige kasteel (Deens: Gram Slot). Het oorspronkelijke kasteel uit de 13e eeuw stond circa 3 kilometer ten noordwesten van de huidige locatie. Rond 1500 is besloten het kasteel te verhuizen naar het dorp. De huidige bebouwing stamt overigens uit circa 1670. Rondom het kasteel ligt het slotpark, aangelegd in barokstijl. Vlak bij het kasteel ligt de Gram Slotskro, een in 1673 door de kasteelheer geopende herberg. Het huidige gebouw stamt uit 1714.
Enkele kilometers ten noorden van de dorpskern ligt het natuurhistorisch museum Gram Lergrav. In dit museum worden fossielen van circa 10 miljoen jaar oud tentoongesteld. Ook is het mogelijk er zelf fossielen te zoeken.
De 12e-eeuwse kerk van Gram (Deens: Gram Kirke) ligt aan de westkant van het dorp.
In het voormalige ziekenhuis is sinds 1998 een school gevestigd.

## Voormalige gemeente
Gram was tot 2007 de hoofdplaats van de gelijknamige gemeente. Deze gemeente had een oppervlakte van 131,36 km² en telde 4860 inwoners waarvan 2446 mannen en 2414 vrouwen (cijfers 2005). Op 1 januari 2007 werd de gemeente opgeheven en werd Gram bij de gemeente Haderslev gevoegd.
- MusicBrainz: 3b7a0f6a-3086-47f3-a481-cfe61077fbfa
- Nationale Bibliotheek van Israël: 987007533214405171
- Virtual International Authority File: 168667622